# Пиренеи
Пирене́и, или Пирене́йские горы (фр. Pyrénées, исп. Pirineos, окс. Pirenèus, кат. Pirineus, баск. Pirinioak), — горная система во Франции, Испании и Андорре, между Бискайским заливом и Средиземным морем. Исторически по обе стороны горного хребта простирались Княжество Каталония, Королевство Арагон, Окситания и Королевство Наварра.

## Этимология
Название связано с баск. pyren — «гора», «вершина», «горный хребет».

### Мифологическая версия
В древнегреческой мифологии Пирена — девушка, давшая имя Пиренеям (эпоним Пиренеев). Она, как пишет Силий Италик в латинской поэме о Пунической войне, была дочерью Бебрика, царя средиземноморской Галлии, который оказал Геркулесу гостеприимство, когда тот пересекал его владения, держа путь в далёкий край, где ему предстояло похитить коров Гериона (десятый подвиг Геракла). Опьянев, гость нарушает священные обычаи гостеприимства и насилует дочь хозяина. По прошествии времени Пирена рождает змею и, страшась гнева отца, убегает в чащу леса, где исповедуется деревьям. На девушку нападают дикие звери и разрывают несчастную на куски. Геракл, возвращаясь домой после победы над Герионом, снова проходит через царство Бебрика — и находит в лесу растерзанное тело Пирены. Сокрушенный горем, он предаёт останки земле, требуя, чтобы здешняя природа оплакивала покойную и сохранила её имя. Плиний Старший связывает историю Геркулеса и Пирены с историей Лузитании, но отвергает такое объяснение как плод воображения.
Греческий историк Геродот упоминает о городе Пирена у истока Дуная.

## Геология
Пиренеи старше Альп: их отложения начали оседать в прибрежных бассейнах в палеозойскую и мезозойскую эры. С эдиакария до ордовика Пиренеи располагались на северо-западной окраине континента Гондвана, где они формировали пограничное продолжение соседних районов, таких как массивы Монтань-Нуар и Мутуме и юго-западная территория Сардинии. Между 100 и 150 миллионами лет назад, во время раннего мелового периода, Бискайский залив стал расширяться, оттесняя территорию современной Испании в сторону границ нынешней Франции и оказывая сильное давление сжатия на большие слои осадочных пород. Интенсивное давление и подъём земной коры сначала затронули восточную часть, затем постепенно распространились по всей цепи, и этот процесс достиг кульминации в эпоху эоцена.
Восточная часть Пиренеев состоит в основном из гранитов и гнейсов, в то время как в западной части гранитные вершины окаймлены слоями известняков. Массивность и малоизрезанность цепи обусловлены преобладанием твёрдых горных пород, прежде всего гранита, который особенно устойчив к эрозии, а также слабым развитием ледников.
Верхние части Пиренеев содержат низкорельефные поверхности, образующие пологость. Эта полоса возникла не ранее позднего миоцена. Предположительно, он сформировался на высоте, так как обширная седиментация значительно повысила локальный базовый уровень.

## География
Длина Пиренеев — 450 км, высота — до 3404 м (пик Ането). На западе развиты известняки, карст; в центре — преимущественно кристаллические породы, альпийские формы рельефа, ледники (площадь ок. 40 тысяч км²); на востоке хребты понижаются, чередуясь с межгорными впадинами. В нижних частях склонов — заросли средиземноморских кустарников, до 1800—2100 м преобладают леса, выше — кустарники и луга.
Имеются месторождения бокситов, железных руд.
Пиренеи — важный климатораздел: к северу от них — территория с умеренным климатом, к югу — с субтропическим.
Это одна из самых труднодоступных горных систем Европы. Хотя в среднем высота их не очень велика (чуть более 2500 метров), все перевалы находятся там на уровне 1500—2000 м и среди них всего несколько удобно расположенных. Поэтому лишь четыре железные дороги идут из Испании во Францию: две из них обходят Пиренеи по побережью с северо-запада и юго-востока, а ещё две пересекают горную цепь на участках Аербе — Олорон-Сент-Мари и Риполь — Прад, через систему тоннелей. Наиболее широкая и высокая часть Пиринеев — центральная, где находится и главная их вершина — пик Ането, достигающий 3404 м.
Большинство предгорий Пиренеев находятся на испанской стороне, где расположена большая и сложная система хребтов с вершинами высотой до 2600 м, которая простирается от испанской Наварры через северный Арагон до Каталонии, почти достигая побережья Средиземного моря. В восточной части на южной стороне находится отдельная область, известная как Суб-Пиренеи. С французской стороны склоны основного хребта резко опускаются, и там нет предгорий, кроме массива Корбьер в северо-восточной части горной системы.

## Климат
Количество выпадающих осадков, включая дождь и снег, на западе значительно больше, чем в восточных Пиренеях, из-за влажного воздуха, который поступает из пространства над Бискайским заливом Атлантического океана. После выпадения влаги над западными и центральными Пиренеями воздух над восточными Пиренеями остаётся сухим. Средняя температура зимой составляет −2 °C (28,4 °F).
Участки горного хребта различаются между собой по нескольким параметрам. В западных и в снежных центральных Пиренеях есть ледники, но в восточных Пиренеях их нет, поскольку выпадает недостаточно снега, чтобы вызвать их развитие. Ледники сосредоточены в основном на северных склонах центральных Пиренеев и не спускаются, как в Альпах, далеко вниз в долины, а имеют наибольшую длину по направлению к горной цепи. Они образуют, по сути, узкую зону возле гребня самых высоких гор. Здесь, как и в других крупных горных массивах Центральной Европы, имеются существенные свидетельства того, что ледниковые периоды характеризуются гораздо более широкими ледниковыми пространствами. Наилучшим доказательством тому служит долина реки Аржелес-Газост между Лурдом и Гаварни, в департаменте Верхние Пиренеи.
Годовая линия снега колеблется в разных частях Пиренеев от 2700 до 2800 м над уровнем моря. В среднем сезонный снег наблюдается не менее 50 % времени года на высоте более 1600 м в период с декабря по апрель.